# Pogona mitchelli
Pogona mitchelli là một loài thằn lằn trong họ Agamidae. Loài này được Badham mô tả khoa học đầu tiên năm 1976.